# Carbonero Jacales
Carbonero Jacales är en ort i Mexiko.   Den ligger i kommunen Huayacocotla och delstaten Veracruz, i den sydöstra delen av landet, 130 km nordost om huvudstaden Mexico City. Carbonero Jacales ligger 2 588 meter över havet och antalet invånare är 951.
Terrängen runt Carbonero Jacales är kuperad åt sydväst, men åt nordost är den bergig. Carbonero Jacales ligger uppe på en höjd. Runt Carbonero Jacales är det ganska glesbefolkat, med 43 invånare per kvadratkilometer. Närmaste större samhälle är Estación de Apulco, 19,7 km sydost om Carbonero Jacales. I omgivningarna runt Carbonero Jacales växer huvudsakligen savannskog.